# Чіа (Уеска)
Чіа (ісп. Chía) — муніципалітет в Іспанії, у складі автономної спільноти Арагон, у провінції Уеска. Населення — 101 особа (2009).
Муніципалітет розташований на відстані близько 420 км на північний схід від Мадрида, 85 км на північний схід від Уески.

## Демографія
Динаміка населення (INE ):